# Maurizio Gridelli
Maurizio Gridelli (Rimini, 21 settembre 1962) è un ex calciatore italiano, di ruolo difensore.

## Carriera
Nella stagione 1985-1986 ha giocato 17 partite in Serie A con la maglia del Bari voluto dall'allenatore Bruno Bolchi. Ha disputato anche 98 partite in Serie B, di cui 9 con il Bari nel campionato 1984-1985 e 89 in tre stagioni con il Taranto, in cui ha messo a segno 4 reti.

## Palmarès
Campionato italiano Serie C1: 1 
Taranto: 1989-1990
Campionato italiano Serie D: 1 
Tolentino: 1994-1995